# Múscul semitendinós
El semitendinós és un múscul en la part posterior de la cuixa, és un dels músculs isquiotibials, com ho són el bíceps crural o femoral i el semimembranós.

## Estructura
El múscul semitendinós, remarcable per la llargària del seu tendó d'inserció, és situat a la part posterior i medial de la cuixa.
S'alça des de la impressió inferior i medial a la tuberiositat isquiàtica, per un tendó compartit amb el bíceps crural, s'alça també des d'una aponeurosi que connecta les superfícies adjacents dels dos músculs a uns 7,5cm del seu origen.
El múscul és fusiforme, i acaba poc per sota la meitat de la cuixa en un llarg tendó rodó que descansa sobre la part medial de la fossa poplítia, des d'allí volta el còndil medial de la tíbia i passa sobre el lligament col·lateral tibial del genoll, del qual és separat per una bursa, i és inserit en la part superior de la superfície medial del cos de la tíbia, quasi tan endavantat com la seua cresta anterior.
En la part inferior de la inserció del múscul semitendinós sobreïx una perllongació cap a la fàscia de la cama, que descansa darrere el tendó del múscul sartori i sota el del gràcil, al qual és unit. Aquests tres tendons formen el que hom anomena com a pes anserinus, puix sembla un peu d'oca.
Normalment hom observa una intersecció tendinosa en la meitat del muscle.

## Innervació
El múscul semitendinós està innervat per la part tibial del nervi ciàtic.

## Accions
El múscul semitendinós ajuda a estendre el coxofemoral, a més de flexionar i girar el genoll.

## Galeria

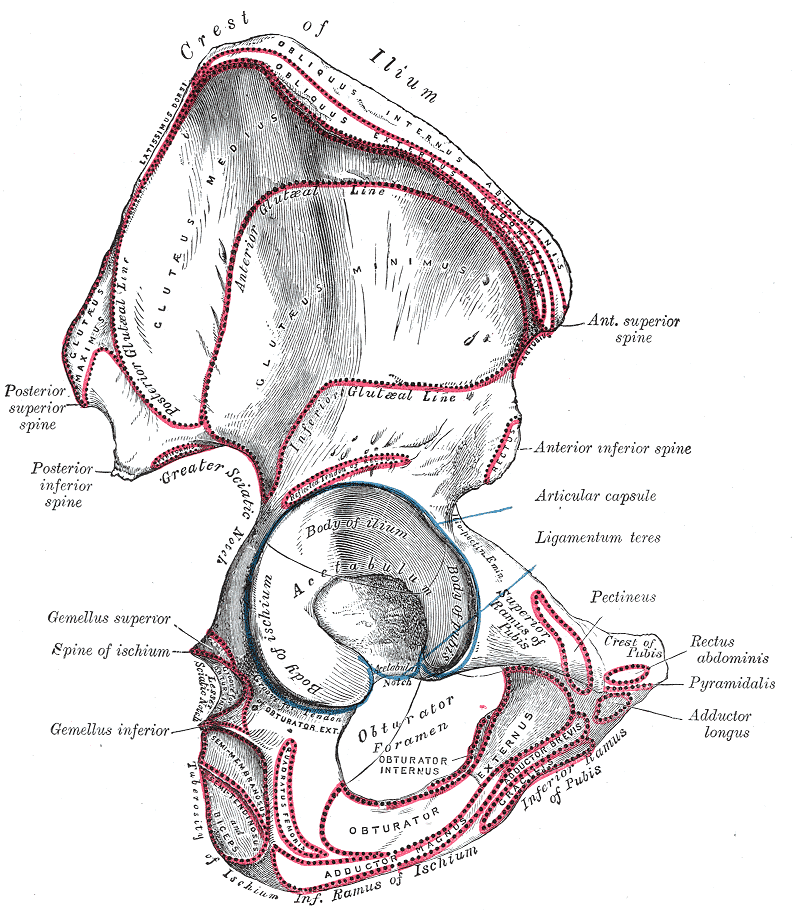
Os del maluc dret, superfície exterior.
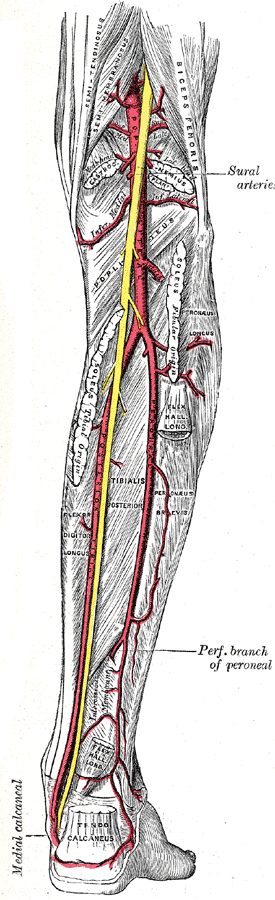
El poplitial, el tibial posterior, i les artèries peroneals.
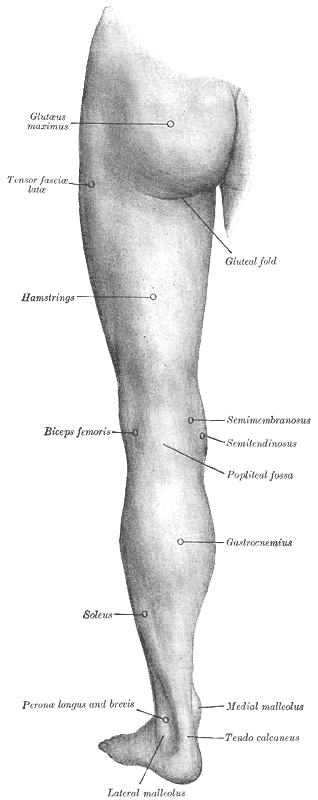
Part posterior de l'extremitat inferior esquerra.